# Um Caipira em Bariloche
Um Caipira em Bariloche é um filme brasilo-argentino de comédia dramática, dirigido por Pio Zamuner, produzido e estrelado  por Amácio Mazzaropi, em 1973. Conta com números musicais de Mazzaropi, Elza Soares e Paulo Sérgio. Houve locações em Taubaté, Rio de Janeiro, Buenos Aires e Bariloche.
Neste filme, Mazzaropi volta a gravar no Rio de Janeiro, fato que não ocorria desde Chico Fumaça (1958); sendo este o quarto e ultimo dos seus filmes gravados na capital carioca. A personagem de Geny Prado recebe nesse filme o mesmo nome da personagem que interpretava na novela à época, Camomila e Bem-me-quer.

## Sinopse
Polidoro, um pobre e inocente homem, é logrado pelo genro Zé Luís e o amigo estrangeiro vigarista Agenor, e acaba vendendo a sua fazenda à força, pela família. Ele vai morar na cidade grande, onde se envolve em confusões com uma vizinha e suas "filhas", na verdade prostitutas. Porém, o dinheiro da compra da fazenda nunca chega a Polidoro que depois de uma discussão com a esposa, viaja até Bariloche com a mulher do comprador da fazenda, amigo de seu genro, uma sofrida argentina, sob a promessa de que será pago. No país vizinho, em meio à neve e ao frio, a mulher decide que não vai mais voltar para o marido e dá a Polidoro alguns manuscritos que incriminam os trapaceiros e ele volta para a cidade grande de avião. Nas cartas da mulher há uma procuração que lhe repassa a parte dela da fazenda e o que seria herdado de seu marido, também voltaria para o caipira. Assim, ele vai à fazenda e depois de tiroteios e até da explosão de uma casa, consegue a propriedade de volta.

## Elenco
- Amácio Mazzaropi - Polidoro[4]
- Geny Prado - Edvirges "Virgi", esposa de Polidoro
- Analu Graci - Marina, filha de Polidoro
- Edgard Franco - Zé Luís, marido de Marina
- Beatriz Bonnet - Nora, a moça argentina
- Ivan Mesquita - Agenor, o vigarista
- Fausto Rocha - Antônio, o filho de Polidoro
- Maria Luiza Robledo - Mãe de Nora
- Carlos Garcia - Virgílio
- Judith Barbosa - Vizinha de Polidoro
- Argeu Ferrari - Seu Tininho, dono do cartório
- Elza Soares - participação especial interpretando a música "Rio, carnaval dos carnavais" de Padeirinho, Nilton Russo e Moacir
- Claudio Roberto Mechi - Joca
- Paulo Sérgio - participação especial interpretando a música "Todo mundo cantando", de Tony Damito.
- Cleuza Maria - na cena da boate
- Nena Viana - Dona Domingas - não creditada
- Roberto Guilherme - não creditado[carece de fontes?]

## Música
O filme conta com números musicais de: 
- Elza Soares com Rio Carnaval dos Carnavais (composição de Moacir, Nilton Russo e Padeirinho;
- Paulo Sérgio com Todo Mundo Cantando com  (composição de Tony Damito);
- Amácio Mazzaropi com Guacyra (composição de Tavares, Heckel e Joracy Camargo).

## Recepção
Segundo Rubens Ewald Filho em sua crítica para o UOL: "Realização acima da média da produtora de Mazzaropi, a PAM, rodada durante dois anos e com locações na Argentina. Mazzaropi ambicionava se lançar no mercado internacional, inspirado em Cantinflas, a quem muito admirava. Isso explica o capricho. O roteiro tem mais humor do que melodrama e o elenco é um pouco melhor do que o habitual. Ele também faz um papel diferente, de fazendeiro rico, ainda que mantendo as características do caipira".